# (They Long to Be) Close to You
(They Long to Be) Close to You es una canción grabada por el dúo estadounidense The Carpenters para su segundo álbum de estudio Close to You (1970). Fue escrito por Burt Bacharach y Hal David, y producido por Jack Daugherty. Lanzado el 14 de mayo de 1970, el sencillo encabezó las listas Billboard Hot 100 de EE. UU. Y Adult Contemporary. También alcanzó la cima de las listas canadienses y australianas, y alcanzó el número seis en las listas tanto del Reino Unido como de Irlanda. El récord fue certificado Oro por la Asociación de la Industria de Grabación de América (RIAA) en agosto de 1970.

## Primera versiones
La canción fue grabada por primera vez por Richard Chamberlain y lanzada como sencillo en 1963 como "(They Long to Be) Close to You". Sin embargo, mientras que el otro lado del sencillo, "Blue Guitar", se convirtió en un éxito, "They Long to Be Close to You" no. La canción también fue grabada como demo por Dionne Warwick en 1963 y regrabada con un arreglo de Burt Bacharach para su álbum Make Way for Dionne Warwick (1964), y fue lanzada como cara B en su single de 1965  "Here I Am". Dusty Springfield grabó la canción en agosto de 1964, pero la versión se comercializó hasta que apareció en su álbum Where Am I Going? (1967). Bacharach lanzó su propia versión en 1971. Pero la versión grabada por Carpenters con el respaldo instrumental de los músicos de estudio de Los Ángeles The Wrecking Crew, que se convirtió en un éxito en 1970, fue la más exitosa.

## Versión de Carpenters

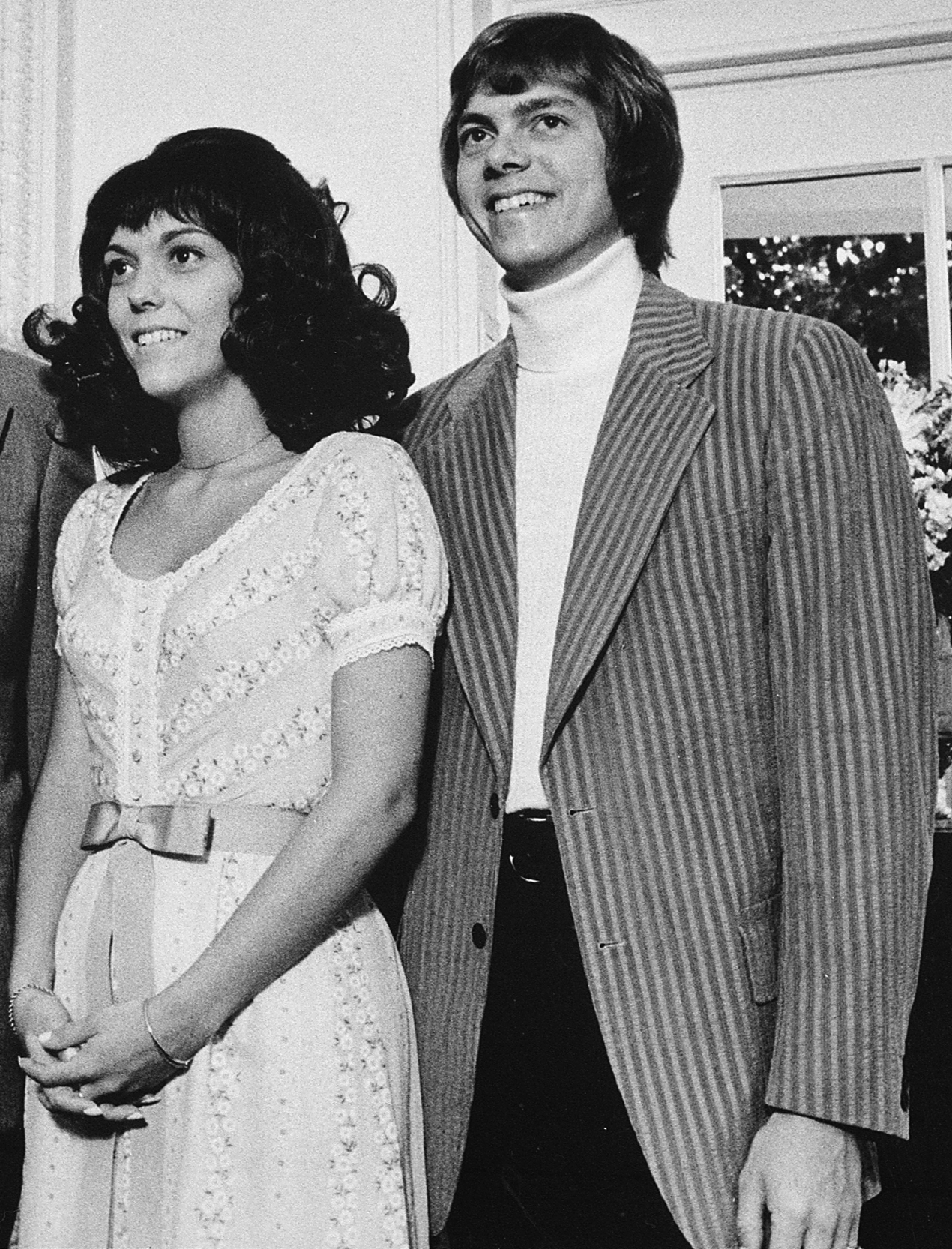
Karen y Richard Carpenter grabaron la versión con mayor éxito de la canción

En 1970, los Carpenters lanzaron "(They Long To Be) Close To You" en su álbum Close to You (1970), y se convirtió en su gran éxito. La canción permaneció en el número uno en el Billboard Hot 100 durante cuatro semanas.
Bacharach y David le dieron a Herb Alpert la canción después de que obtuvo un éxito número uno en 1968 con "This Guy's in Love with You", que el dúo también había escrito. Alpert grabó la canción, pero no le gustó la grabación y no la lanzó. Después de que The Carpenters lograron su primer éxito en la lista con "Ticket to Ride" en 1969, Alpert los convenció para grabar su versión de la canción, creyendo que era adecuada para ellos.
Carpenter y Alpert colaboraron en la canción, y el producto final fue una canción de 4 minutos y 36 segundos de duración. Cuando A&M Records decidió eliminar la coda extendida y lanzarla como un sencillo de 3 minutos y 40 segundos en mayo de 1970, se convirtió en el mayor éxito de A&M desde "This Guy's Love in You" de Alpert de 1968. Billboard lo clasificó como la canción número dos de 1970.
"(They Long to Be) Close to You" ganó con los Carpenters un premio Grammy por la mejor interpretación contemporánea de un dúo, grupo o coro en 1971. Se convirtió en el primero de los tres premios Grammy que iban a ganar durante su carrera.  La canción fue certificada Oro por la Asociación de la Industria de Grabación de América (RIAA) el 12 de agosto de 1970.

## Composición
Richard había escrito originalmente la parte del solo de fliscorno para Herb Alpert, pero al no estar disponible, contrataron a Chuck Findley. Richard comentó más tarde: "Chuck no lo tocaba de esa manera al principio, pero trabajé con él y lo logró. Mucha gente pensó que era Herb, Bacharach también lo pensó. Pero es la forma en que Findley lo está tocando".